# 葛飾北洋
葛飾 北洋（かつしか ほくよう、生没年不詳）とは、江戸時代の大坂の浮世絵師。

## 来歴
葛飾北斎の門人。大坂の人、塩町心斎橋に居住す。葛飾の画姓を称し、丹青堂、千鶴堂、扇鶴堂、北洋と号す。作画期は文政2年（1819年）から天保初期にかけてで、役者絵や版本の挿絵を残している。

## 作品
- 『復讐美鳥林』　読本　※楠里亭其楽作、文政3年刊行
- 『富貴正夢』　滑稽本　※同上、天保5年（1834年）刊行
- 「長吉・中村歌右衛門　長五良・市川鰕十郎」　大判錦絵2枚続　※文政2年11月、大坂角の芝居『双蝶々曲輪日記』より
- 「八重桜」　大判錦絵上下2枚継　※文政頃